# Pauwels Pels
Pauwels Pels, Paulus Pels (ur. 17 marca 1587, zm. 30 sierpnia 1659 w Gdańsku) – holenderski dyplomata.

## Życiorys
Syn Paula Pelsa, burmistrza Hanau. Był rajcą miasta Hertogenbosch. W 1631 mianowany agentem Holandii we Frankfurcie nad Menem, gdzie jednakże nie został zaaprobowany. Następnie pełnił funkcję komisarza Holandii w Gdańsku (1638-1659), jednocześnie korespondenta Szwecji (1649-1655), również w tym mieście. Zmarł w Gdańsku, gdzie został pochowany - w kościele Mariackim; płyta nagrobna 379.
Kolejnym komisarzem Holandii w Gdańsku był jego syn Philips Pels (1659-1682).